# Ermida de Nossa Senhora do Pranto (Mação)
Ermida de Nossa Senhora do Pranto é um templo cristão situado em Vale de Grou, na freguesia de Envendos, no Município de Mação.
Foi mandado edificar, em 1697, por Pero Eanes, prior da Ordem de Cristo, tal como se pode verificar pela lápide inscrita na fachada da Capela.
A capela, de nave única, apresenta uma fachada com uma pequena sineira, sendo o portal moldurado em arco. Na fachada lateral direita, sobressaem um portal e uma janela de verga recta.
No interior do templo, merece uma maior atenção o pequeno altar de madeira pintada e dourada, com a imagem de Nossa Senhora do Pranto, ladeada por dois nichos de volta perfeita sem molduras.
A Igreja de Nossa senhora do Pranto está fora, a pouca distância, do casal do Vale do Grou, tendo a porta principal para o poente. Pertence à freguesia porque todos devotamente concorrem com as suas esmolas para a sua conservação. A imagem da Senhora do Pranto está esculpida numa pedra inteiriça com a imagem de seu querido filho nos braços, a arte atrai singularmente os corações de todos por vários dias do ano costumam visitar e em romaria à sua Igreja costuma-se celebrar a missa pelos seus devotos.

## A Senhora do Pranto
A propósito da Senhora do Pranto, escreveu D. Maria Amélia Horta Pereira, um interessante artigo no Jornal de Mação do qual extraímos as seguintes passagens:
Nossa Senhora do Pranto foi roubada de sua capela de Vale do Grou no verão de 1972. (por diligencia desta senhora apareceu uns meses depois num antiquário de Lisboa e depois de reparada e pintada voltou à sua capelinha, no meio de grande festa e regozijo do povo).
Era um importante santuário mariano, regional, desde há muitos séculos. A ermida é de jeito seiscentista. Ostenta na fachada sob uma cruz de calcário talhada em granito da região, uma inscrição, uma lápide da mesma rocha, com o nome de Pedro Eanes e a data de 1694. o pórtico também é do mesmo granito, com o arco abatido e a cruz de malta esculpida nas aduelas, talvez do inicio do século XII. A imagem parece ser dos fins do século XVI, talvez por volta de 1570.
A Senhora é esculpida de uma só peça, com a imagem do filho nos braços, da mesma pedra esculpida, com tal primor e arte, que atrai a si singularmente os corações de todos os que em vários dias no ano a costumam visitar e ir em romaria a sua igreja, principalmente nos dias 25 de Março e 8 de Setembro, em que se costuma celebrar a missa pelos seus devotos. O povo tinha-lhe grande devoção, fazia-lhes muitas promessas e na capelinha nunca faltavam lamparinas acesas.
Segundo o povo, a primitiva capela esta edificada e acerca de um quilómetro da actual.
Chamava-se o local, Porto de Mação. A igreja e povoação foi destruída por um cataclismo mas a imagem ficou intacta. Uns cavaleiros do Porto foram lá para a levar, mas o Morgado do Vale dos Francos opôs-se, e comprometeu-se a edificar uma nova capela, a actual.